# Joel Matteson
Joel Aldrich Matteson (1808-1873) est un homme politique américain qui est gouverneur de l'Illinois. 

## Source
- (en) Cet article est partiellement ou en totalité issue d'une traduction de l'article Wikipédia en anglais intitule « en:Joel Aldrich Matteson ».